# Pocahontas 2 – Die Reise in eine neue Welt
Pocahontas 2 – Die Reise in eine neue Welt (Originaltitel: Pocahontas II: Journey to a New World) aus dem Jahr 1998 ist die Fortsetzung des Zeichentrickfilms Pocahontas der Walt-Disney-Studios und erschien ausschließlich für den Video-Markt. Der Film wurde von den DisneyToon Studios produziert und 1999 für den Annie Award in der Kategorie Herausragende Leistung in einer animierten Home-Video-Produktion nominiert.
Der Film wurde durch wahre Begebenheiten im Leben Pocahontas, der Tochter des indigenen Häuptlings Powhatan-Sachem, inspiriert. Während der erste Teil ihre Romanze mit John Smith schilderte, beschäftigt sich der zweite Teil mit der Liebesgeschichte zwischen ihr und dem Engländer John Rolfe, den sie in ihrem echten Leben später heiratete.

## Handlung
Pocahontas reist anstelle ihres Vaters als Botschafterin ihres Stammes nach London, um den Frieden zwischen Siedlern und Indigenen zu sichern. Dazu kommt, dass Gouverneur Ratcliffe nach seiner Rückkehr gegen Smith intrigiert hatte, der nun verschwunden ist.
Bei einem Ball kann sie nicht tatenlos zusehen, wie ein Bär gequält wird, was Ratcliffe arrangiert hat, und versucht ihn zu retten. Dabei kommt es zu einem Streit mit dem König, in dem sie ihn zornig „Barbar“ nennt und sich weigert, es zurückzunehmen. Daraufhin wird sie vom König ins Gefängnis geworfen. Rolfe und Pocahontas’ tierische Freunde helfen ihr und dem plötzlich wieder aufgetauchten John Smith bei einer turbulenten Flucht.
Pocahontas merkt, dass sie für Rolfe doch mehr empfindet. Dieser hat sich verzweifelt auf den Rückweg begeben. Sie sagt Smith, dass sie einst gemeinsame Wege gegangen wären, aber sie nun doch einen anderen will. Im letzten Moment findet sie Rolfe und die beiden gestehen sich die Liebe. Gemeinsam kehren sie in Pocahontas Dorf zurück.

## Hintergrund

### Authentizität
Im zweiten Teil hat sich Disney größtenteils an die authentische Lebensgeschichte der Native American Pocahontas gehalten. Pocahontas lebte von 1595 bis 1617 in Virginia und galt als Mittlerin zwischen ihrem Stamm und den Kolonisten. Die Häuptlingstochter kam als Vertreterin ihres Vaters nach England. Wie, das ist nicht sicher geklärt. Sicher ist, dass sie dem Seefahrer John Smith das Leben rettete. Doch ob sie mit ihm nach England reiste oder als Frau eines anderen Briten, ist nicht überliefert.

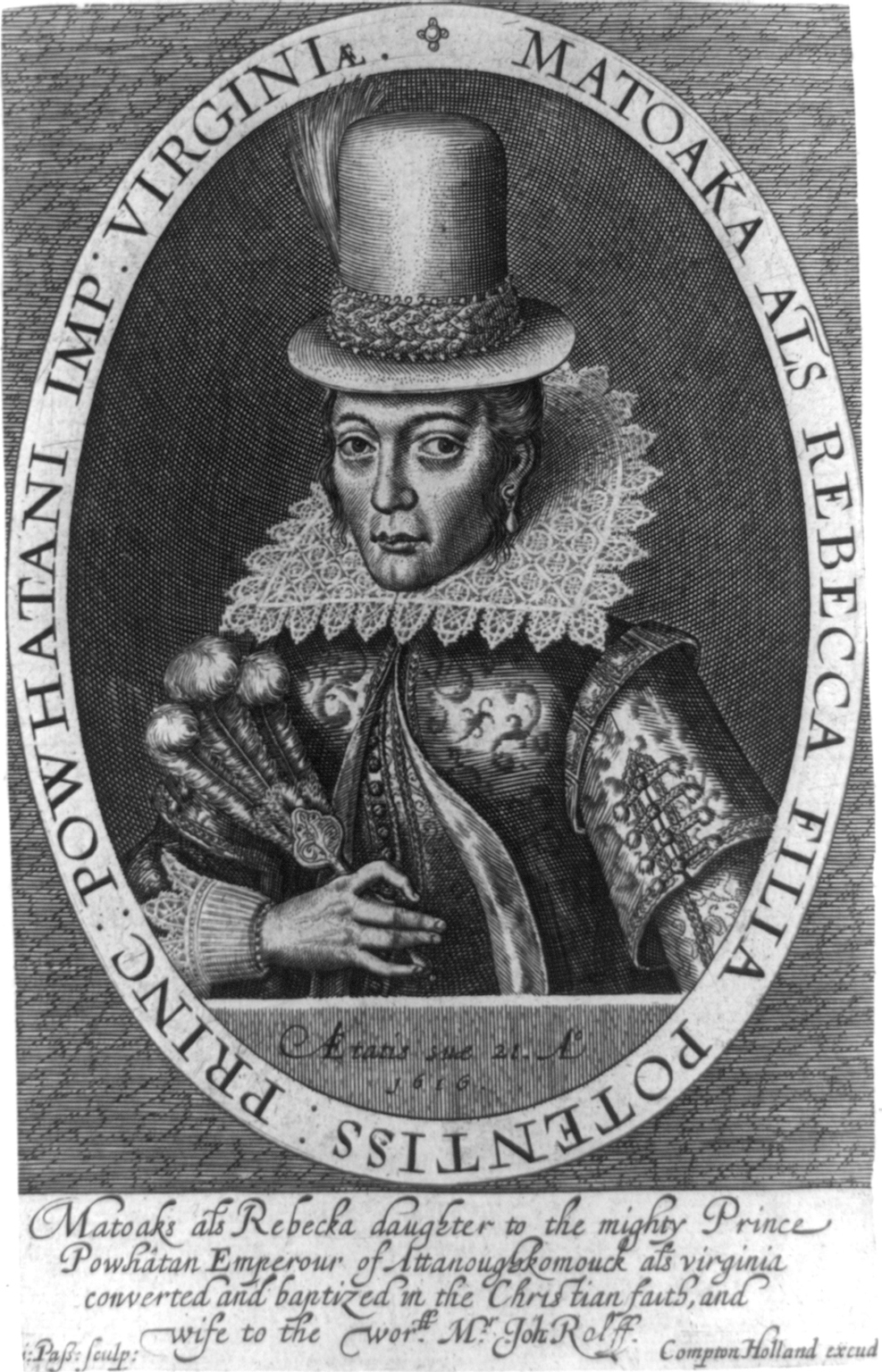
Pocahontas als getaufte „Rebecca Rolfes“, 1616

In England wurde Pocahontas, die noch während der langen Schiffsreise getauft wurde und den Namen Prinzessin Rebecca erhielt, am Hof empfangen. Es heißt, ihr liebliches Aussehen und ihre aufgeweckte Art (Pocahontas bedeutet so viel wie „die Verspielte“), öffneten ihr Tür und Tor bei den Adeligen und in der englischen Gesellschaft. Pocahontas starb kurz nachdem sie die Rückreise in ihre Heimat angetreten hatte, vermutlich an einer Krankheit. Andere behaupten, Liebeskummer sei ihr Tod gewesen.

### Lieder
- „Where Do I Go From Here?“ – Gesungen von Pocahontas zu Beginn des Films.
- „What a Day in London“ – Gesungen von Pocahontas und den Menschen in London bei ihrer Ankunft in England.
- „Wait ’Til He Sees You“ – Gesungen von Mrs. Jenkins und John Rolfe, als sie Pocahontas das Leben in England erklären.
- „Things are not What They Appear“ – Gesungen von Ratcliffe und den Magiern beim königlichen Bankett.
- „Where Do I Go From Here? (Reprise)“ – Gesungen von Pocahontas bei ihrer Flucht aus dem Gefängnis.
- „Between Two Worlds“ – Gesungen von Pocahontas und John Rolfe während des Abspanns.

Während für Pocahontas mit Judy Kuhn eine eigene Singstimme gecastet wurde, sangen alle anderen Darsteller selbst, darunter auch Billy Zane. Wie bei vielen anderen Direct-to-video-Produktionen Disneys wurde auch zu Pocahontas 2: Reise in eine neue Welt kein Soundtrack veröffentlicht.

## Veröffentlichungen
DVD
- 2007: Pocahontas 2 – Reise in eine neue Welt. Special Collection. Walt Disney Home Entertainment.
- 2012: Pocahontas 2 – Reise in eine neue Welt. Special Edition. Walt Disney Studios Home Entertainment.

Blu-ray Disc
- 2012: Pocahontas 2 – Reise in eine neue Welt. Special Collection. Walt Disney Studios Home Entertainment.

## Kritik
„Fortsetzung eines Zeichentrickfilms von 1994 [LIES: 1995], die recht unbekümmert mit der Historie umgeht und sich ganz auf Familienunterhaltung im üblichen Disney-Stil konzentriert. Da sich die Gewaltdarstellung in verantwortungsvollen Grenzen hält, kann der Film auch kleineren Kindern zugemutet werden.“